# STS-87
La STS-87 è una missione spaziale del Programma Space Shuttle.

## Equipaggio
- Comandante: Kevin Kregel (3)
- Pilota: Steven Lindsey (1)
- Specialista di missione: Winston Scott (2)
- Specialista di missione: Kalpana Chawla (1)
- Specialista di missione: Takao Doi (1)
- Specialista di missione: Leonid Kadenjuk (1)

Tra parentesi il numero di voli spaziali completati da ogni membro dell'equipaggio, inclusa questa missione.

### Passeggiate spaziali
- Scott e Doi  - EVA 1
  - Inizio EVA 1: 25 novembre 1997 - 0:02 UTC
  - Fine EVA 1: 25 novembre 1997 - 7:45 UTC
  - Durata: 7 ore e 43 minuti
- Scott e Doi  - EVA 2
  - Inizio EVA 2: 3 dicembre 1997 - 9:09 UTC
  - Fine EVA 2: 3 dicembre 1997 - 14:09 UTC
  - Durata: 5 ore